# Сходня (река)
Схо́дня — река в Московской области и городе Москве, левый приток Москвы-реки.
Река берёт своё начало в городском округе Солнечногорск у платформы Алабушево Октябрьской железной дороги (северо-западнее Зеленограда), впадает в Москву-реку в черте города Москвы в районе Тушино.
В 1939 году возле города Тушино, близ впадения реки Сходня в Москву-реку был найден сходненский череп, что является самым ранним свидетельством проживания современного человека на территории Москвы (по оценке учёных, около 16-10 тыс. л. н.).

## Название
В документах, на картах и в литературе также отмечены названия Суходня, Восходня, Всходня, Входня, Выходня. Название имеет двойную трактовку. По одной версии, река получила название потому, что по ней суда «сходили» с волока (или «всходили» к волоку), связывавшего Москву-реку с рекой Клязьмой в районе нынешней платформы Подрезково. По другой версии, гидроним происходит от одноимённого термина «сходня» — места, где судно может пристать к берегу или человек может спуститься к воде: предположительно, вблизи устья Сходни была пристань, где люди сходили, чтобы далее тянуть судно к волоку.

## Гидрология
Длина — 47 км. Это третья по длине река столицы после Москвы-реки и Яузы, но лишь 5 км реки находятся на территории города в границах МКАД, остальные участки находятся как в Московской области, так и на внешних территориях Москвы (в районах Митино и Куркино Северо-Западного административного округа, Молжаниновский Северного административного округа и районах Савёлки, Матушкино, Старое Крюково и Силино Зеленоградского административного округа). Равнинного типа. Питание преимущественно снеговое. Сходня замерзает в ноябре — начале декабря, вскрывается в конце марта — апреле. Площадь водосборного бассейна — 255 км².

## Притоки
Притоками реки являются р. Ржавка, Голеневский ручей, Болдов ручей, ручей между Сходней и Фирсановкой, Черногрязка (Чёрная, Чёрная Грязь, Ключи, Ключики), Горетовка, Журавка, Рождественка, Братовка.

## Достопримечательности
В пойме реки Сходни находится Сходненская чаша.
Глубоко врезанная поросшая лесом долина Сходни с её быстрым течением с давних пор привлекала внимание туристов. Походы на реку пользовались популярностью ещё до Великой Отечественной войны, но в настоящее время все берега Сходни застроены жилыми домами или дачами, что уменьшает их привлекательность для туризма. Лыжники и любители спортивного ориентирования регулярно посещают самый живописный в прошлом участок реки у впадения её притока — Горетовки, в районе платформы Подрезково Октябрьской железной дороги.

## Строительство в пойме реки
В 2012—2013 годах журналист Александр Минкин опубликовал в газете «Московский комсомолец» несколько статей, посвящённых строительству в природоохранной зоне Сходни без разрешительной документации и в нарушение предписания Федерального агентства водных ресурсов и Природоохранной прокуратуры Московской области объектов капитального строительства, включая здания «Международной академии спорта Ирины Винер», таунхаусов и 17-ти восьмиэтажных жилых домов. Осенью 2012 года на берегу реки прошли несколько митингов против строительства, осуществляемого структурами сына Ирины Винер и пасынка Алишера Усманова — Антона Винера. В июле 2013 года Минкин опубликовал в «Новой газете» статью «Гребут», на которую откликнулся председатель совета директоров компании-застройщика «Химки Групп» Давид Паньков.
Паньков пояснил, что Ирина Винер имеет прямое отношение только к одному объекту в микрорайоне Новогорск — «Международной академии спорта Ирины Винер», возводимому на деньги её мужа Алишера Усманова, на участке, ранее предоставленном ей бывшим губернатором Московской области Борисом Громовым. Рядом, в трёх километрах, на берегу реки Сходни структурами Усманова строятся жилые дома — ранее стройкой занимался приёмный сын Усманова — Антон Винер. Паньков также опубликовал ряд разрешительных документов на вырубку деревьев в пойме реки и ведение строительства. Со слов Панькова, существует договорённость о том, что будущие жители многоэтажных домов в Новогорске смогут пользоваться инфраструктурой Олимпийской деревни, расположенной в трех километрах от объектов.
В ответе Панькову Минкин привёл ссылку на решение Химкинского городского суда, которое обязало застройщиков приостановить производство берегоукрепительных работ и использование понтонной переправы через реку Сходня до получения в установленном порядке решения Министерства экологии и природопользования МО о предоставлении водного объекта в пользование.
Однако, из документа Давида Панкова становится понятно, что решение Министерства экологии и природопользования МО было получено ещё в июне 2013 года. Кроме того, господин Панков опровергал статьёй 65 пунктом 16 Водного кодекса РФ утверждение господина Минкина о том, что в водоохранных зонах запрещено строительство.
Александр Минкин утверждает в своих выступлениях, что москвичи готовят, чистят зубы и умываются водой, которая попадает из реки Сходни. В официальном письме Мосводоканала утверждается, что участок строительства на реке Сходне находится за границами источников питьевого водоснабжения Москвы.
Также журналист утверждает, что строительство ведётся в заповеднике. На официальном сайте Департамента природопользования и охраны окружающей среды, в свою очередь, сообщается, что Природный парк «Куркино» лежит по другую от строительства сторону реки Сходни.

## Галерея
- «Чертеж земель по реке Сходня около села Куркино», 1692
- Река Сходня в районе д. Путилково
- Река Сходня в черте города Зеленограда — Большой городской пруд
- Река Сходня в районе пос. Новобратцево (Митино)
- Сходня на дне сходненской чаши
- Сходня в районе 15-го автобусного парка